# Goldlöckchen und die drei Bären

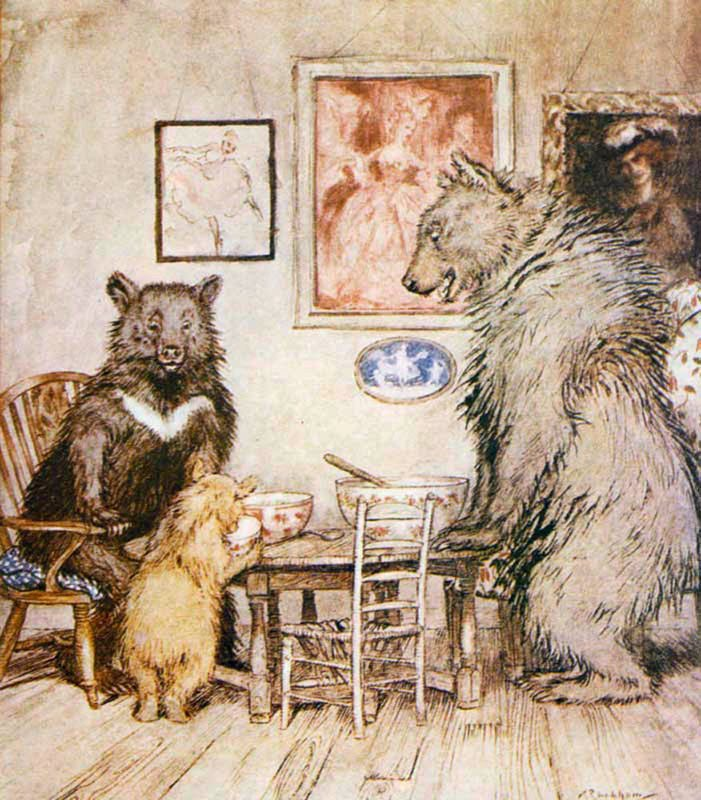
Illustration von Arthur Rackham (aus Flora Annie Steel, English Fairy Tales)

Goldlöckchen und die drei Bären (im englischen Original The Story of the Three Bears, The Three Bears, Goldilocks and the Three Bears oder einfach Goldilocks) ist ein Märchen, das zuerst von dem englischen Dichter und Autor Robert Southey in Erzählform aufgezeichnet und 1837 anonym veröffentlicht wurde. Im selben Jahr veröffentlichte George Nicol eine auf Southeys Prosa basierende Version in Reimform.
Beide Versionen handeln von drei Bären, in deren Lebensraum eine alte Frau eindringt.
Die Geschichte war bereits vor Southeys Veröffentlichung 1837 im Umlauf. Beispielsweise erstellte Eleanor Mure 1831 zum Geburtstag ihres Neffen ein handgemachtes Büchlein über die drei Bären, und schon 1813 erwähnte Southey die Geschichte Freunden gegenüber. 1894 entdeckte der Erzählforscher Joseph Jacobs die Fabel Scrapefoot („Kratzfuß“), in der ein Fuchs der Antagonist ist und die Southeys Geschichte verblüffend ähnelt. Diese Fabel dürfte in mündlicher Überlieferung vor Southeys Version existiert haben. Möglicherweise hörte Southey Scrapefoot, verwechselte jedoch den Begriff Vixen (Füchsin) mit einem Homonym für gerissene alte Frauen.
Nach anderen Autoren war die alte Frau dagegen Southeys eigene Erfindung.
In den ersten Jahren nach der Veröffentlichung von The Story of the Three Bears kam es zu zwei wesentlichen inhaltlichen Veränderungen: Zum einen wurde der Eindringling, bei Southey eine alte Frau, erstmals 1849 zu einem kleinen Mädchen, dessen Name in verschiedenen Formen auf sein Haar Bezug nahm und seit Anfang des 20. Jahrhunderts Goldlöckchen (Goldilocks) lautet. Zum anderen entwickelte sich aus den drei männlichen Junggesellenbären im Laufe mehrerer Jahre eine Bärenfamilie mit Vater Bär, Mutter Bär und Baby Bär. Aus der ursprünglichen Schreckensgeschichte wurde so ein nettes Familienmärchen mit nur angedeuteter Bedrohlichkeit. Die Geschichte war Anlass zahlreicher Interpretationen und wurde unter anderem als Film und als Oper adaptiert. Es handelt sich um eines der populärsten Märchen im englischen Sprachraum.

## Handlung
In Southeys Geschichte leben drei männliche Bären – ein kleiner, ein mittlerer und ein großer Bär – zusammen in einem Haus im Wald.
Southey beschreibt sie als gutmütig, vertrauensselig, harmlos, sauber und gastfreundlich.
Jeder Bär hat seine eigene Brei-Schüssel, seinen eigenen Stuhl und sein eigenes Bett.
Eines Tages wandern sie durch den Wald, während ihr heißer Brei abkühlen soll.
Eine alte Frau (die im Laufe der Erzählung als unverschämt, böse, fluchend, hässlich, schmutzig sowie als Vagabundin, die in eine Besserungsanstalt gehört, beschrieben wird) entdeckt das Heim der Bären.
Sie schaut durchs Fenster und durchs Schlüsselloch, öffnet den Türriegel und tritt ein, nachdem sie sicher ist, dass niemand daheim ist.
Die alte Frau probiert den Brei des großen Bären, der ihr zu heiß ist, und des mittleren Bären, der ihr zu kalt ist, und isst dann den Brei des kleinsten Bären, setzt sich danach in den Stuhl des großen Bären, der ihr zu hart ist, und des mittleren Bären, der ihr zu weich ist, und den des kleinen Bären, der dadurch zerbricht.
Bei ihrem weiteren Streifzug durchs Haus findet sie die Betten der Bären und legt sich, nachdem sie das große und das mittlere ausprobiert und für unpassend befunden hat, im kleinsten schlafen.
Als die Bären heimkehren, erreicht die Geschichte ihren Höhepunkt.
Sie stellen nacheinander fest, dass jemand von ihrem Brei gegessen, auf ihren Stühlen gesessen und in ihren Betten gelegen hat. Der kleinste Bär findet dabei die alte Frau in seinem Bett und ruft: „Jemand hat sich in mein Bettchen gelegt – und da liegt sie noch!“
Die alte Frau schrickt auf, springt aus dem Fenster, läuft davon und ward nie mehr gesehen.

## Ursprünge

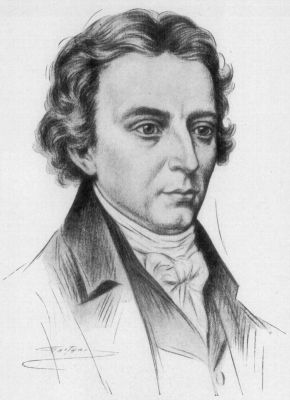
Robert Southey

1837 veröffentlichte Robert Southey The Story of the Three Bears anonym in einer Aufsatz- und Miszellen-Sammlung namens The Doctor.
Die Geschichte stammte nicht von Southey, sondern war die Nacherzählung einer schon lange kursierenden Erzählung.
Southey selbst erzählte die Geschichte anderen bereits im September 1813, und 1831 schenkte Eleanor Mure die Geschichte in Versform ihrem Neffen Horace Broke zum Geburtstag.
Die Versionen von Southey und Mure unterscheiden sich in Details.
So essen Southeys Bären Brei, Mures dagegen Milch.
Southeys alte Frau hat kein Motiv, das Haus zu betreten, bei Mure ist sie gekränkt über die Ablehnung eines Freundschaftsbesuchs.
Als sie ertappt wird, rennt sie bei Southey davon, bei Mure versuchen die Bären, sie auf verschiedene Arten umzubringen: Sie werfen sie zuerst in den Kamin, um sie zu verbrennen, dann in einen See, um sie zu ertränken. Schließlich wird sie auf dem Kirchturm der St Paul’s Cathedral aufgespießt.
Southey hörte die Erzählung vermutlich als Kind von seinem Onkel William Tyler.
Tyler erzählte möglicherweise eine Version mit einer Füchsin als Eindringling und Southey verwechselte später das englische Wort vixen mit einer üblichen Bezeichnung für eine durchtriebene alte Frau.
P. M. Zell schreibt in The Gothic Voice of Father Bear (1974)

“It was no trick for Southey, a consummate technician, to recreate the improvisational tone of an Uncle William through rhythmical reiteration, artful alliteration ('they walked into the woods, while'), even bardic interpolation ('She could not have been a good, honest Old Woman')”

„Für Southey, einen vollendeten Techniker, war es kein Kunststück, den improvisatorischen Ton eines Onkel William mittels rhythmischer Wiederholung, kunstvoller Alliteration […], sogar bardischer Interpolation […] nachzuempfinden“

Letztlich ist jedoch nicht sicher, woher Southey oder sein Onkel die Erzählung kannten.
Noch im selben Jahr wie Southeys Veröffentlichung brachte George Nicol die Erzählung in Versform heraus.
Er würdigte den anonymen Autor von The Doctor als den großen Erdenker der Original-Geschichte.
Southey war erfreut von Nicols Bemühung, die Erzählung, die in The Doctor womöglich nicht von Kindern gefunden würde, einem breiteren Publikum nahezubringen.
Nicols Version war mit Radierungen von B. Hart illustriert und wurde 1948 – dann mit der Angabe von Southey als Ursprungsautor – neu herausgegeben.

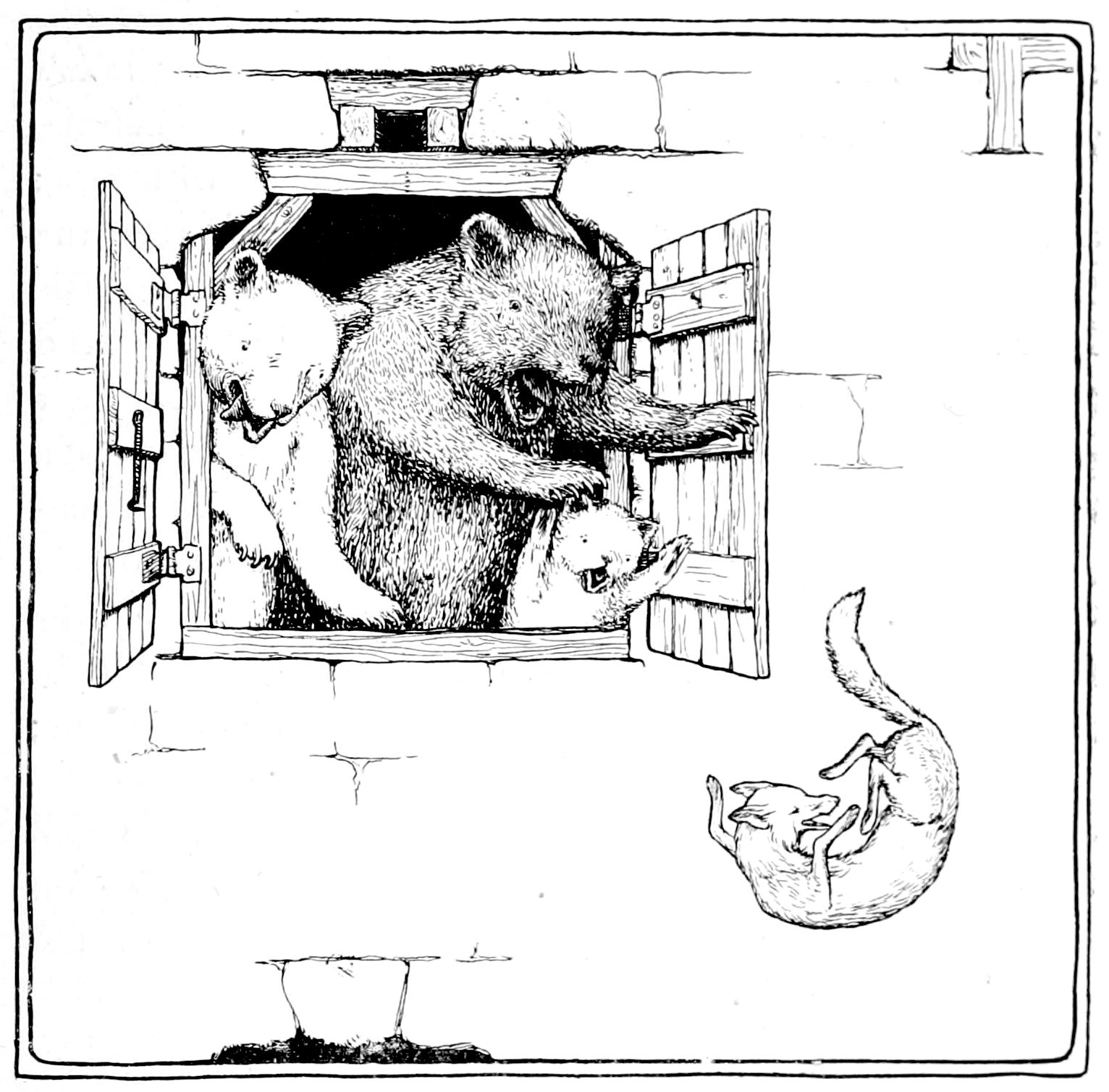
Scrapefoot, Illustration von John D. Batten

In The Classic Fairy Tales (1992) weisen die Erzählforscher Iona und Peter Opie auf eine „partielle Analogie“ zu Schneewittchen hin: Die verirrte Prinzessin betritt das Haus der Zwerge, probiert ihr Essen und schläft in einem ihrer Bettchen.
Ähnlich wie die drei Bären fragen die Zwerge: „Wer hat auf meinem Stühlchen gesessen?“, „Wer hat von meinem Tellerchen gegessen?“ und „Wer hat in meinem Bettchen gelegen?“
Die Opies weisen auch auf Ähnlichkeiten mit einer norwegischen Erzählung hin, in der eine Prinzessin in einer Höhle Zuflucht sucht, die von drei in Bärenfelle gekleideten russischen Prinzen bewohnt wird. Sie isst ihr Essen und versteckt sich unter einem Bett.
1865 bezieht sich Charles Dickens in Our Mutual Friend auf eine ähnliche Geschichte, jedoch gehört dort das Haus Kobolden statt Bären.
Dies legt die Existenz einer bisher unentdeckten weiteren Quelle nahe.
Jagdrituale und -Zeremonien wurden als mögliche Ursprünge vorgeschlagen und verworfen.
1894 berichtet der Illustrator John D. Batten von einer mindestens 40 Jahre alten Variante der Geschichte.
In dieser leben die drei Bären in einem Schloss im Wald und werden von einem Fuchs namens Scrapefoot besucht, der ihre Milch trinkt, in ihren Stühlen sitzt und sich in ihren Betten ausruht.
Diese Version gehört zu den frühen Fuchs-und-Bär-Fabeln.

## Spätere Varianten: Goldlöckchen und die drei Bären
Zwölf Jahre nach Southeys Veröffentlichung veränderte Joseph Cundall in seinem Treasury of Pleasure Books for Young Children die Antagonistin von einer hässlichen, alten Frau zu einem hübschen, kleinen Mädchen.
In einem Vorwort, ursprünglich einer auf November 1849 datierten brieflichen Widmung an seine Kinder, erläutert er seine Beweggründe hierzu:

“The ‘Story of the Three Bears’ is a very old Nursery Tale, but it was never so well told as by the great poet Southey, whose version I have (with permission) given you, only I have made the intruder a little girl instead of an old woman. This I did because I found that the tale is better known with Silver-Hair, and because there are so many other stories of old women.”

„Die ‚Geschichte der drei Bären‘ ist eine sehr alte Kinder-Geschichte, aber sie wurde nie so gut erzählt wie von dem großen Dichter Southey, dessen Version ich euch (mit Erlaubnis) gegeben habe, nur machte ich den Eindringling zu einem kleinen Mädchen statt einer alten Frau. Ich tat dies, weil ich fand, die Geschichte sei mit Silber-Haar bekannter, und weil es so viele andere Geschichten über alte Frauen gibt.“

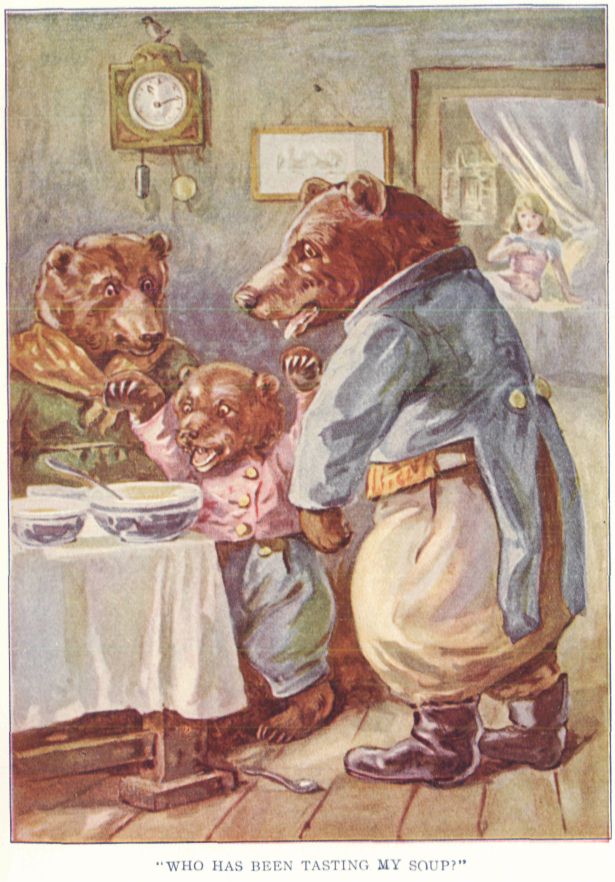
Illustration aus Childhood’s Favorites and Fairy Stories

Seit das kleine Mädchen in die Geschichte eingebracht wurde, ist es auch dabei geblieben – womöglich möchten Kinder lieber eine Geschichte über ein attraktives Kind als über eine hässliche alte Frau hören.
Die junge Antagonistin trat unter einer Reihe verschiedener Namen auf:
Silver Hair (Silberhaar) in der Pantomime Harlequin and The Three Bears; or, Little Silver Hair and the Fairies von J. B. Buckstone (1853); Silver-Locks (Silberlocken) in Aunt Mavor’s Nursery Tales (1858); Silverhair in George MacDonalds The Golden Key (1867); Golden Hair in Aunt Friendly’s Nursery Book (um 1868); verschiedentlich Silver-Hair und Goldenlocks; Little Golden-Hair (1889); und schließlich Goldilocks (Goldlöckchen) in Old Nursery Stories and Rhymes (1904). Tatar schreibt die Benennung Flora Annie Steel zu (1918).
Goldlöckchens Schicksal variiert in den zahlreichen Nacherzählungen:
In einigen Versionen rennt sie in den Wald, in einigen verspricht sie, ein braves Kind zu werden, und in einigen kehrt sie nach Hause zurück.
Jedenfalls ergeht es Goldlöckchen besser als Southeys alter Vagabundin, die seiner Meinung nach in eine Besserungsanstalt gehört, und erst recht besser als der alten Frau bei Mure, die auf einen Kirchturm aufgespießt wird.
Southeys rein männliches Bärentrio blieb ebenfalls über die Jahre nicht unverändert.
Die Gruppe wurde als Vater Bär, Mutter Bär und Baby Bär neu besetzt, aber das Datum dieser Veränderung ist strittig.
Tatar deutet an, dass sie 1852 bereits aufgetreten sei, während Katherine Briggs Mother Goose’s Fairy Tales, 1878 von Routledge veröffentlicht, ansetzt.
In der Veröffentlichung in Aunt Fanny 1852 werden die Bären in den Illustrationen als Familie dargestellt, im Text jedoch noch als drei Junggesellen.
In Dulckens Version von 1858 sind die beiden größeren Bären Bruder und Schwester und der kleine Bär ihr Freund.
Diese Konstellation stellt den Übergang des Bären-Trios von den traditionellen drei männlichen Bären zur Familie aus Vater, Mutter, Kind dar.
In einer Veröffentlichung um 1860 sind die Bären schließlich sowohl in Text als auch Illustration zur Familie geworden.
In einer Routledge-Veröffentlichung um 1867 heißt Vater Bär im Text Rough Bruin, seine Frau ist Mammy Muff und ihr Junges heißt Tiny.
Abweichend davon zeigen die Illustrationen jedoch drei männliche Bären.
In Veröffentlichungen nach Aunt Fanny 1852 gebot der Viktorianismus den Herausgebern, Southeys Beschreibung, wie die Antagonistin auf dem Hosenboden landet, als der Stuhl zusammenbricht, routinemäßig stillschweigend so umzuformulieren, dass das menschliche Gesäß nicht erwähnt wurde.
Die kumulative Wirkung der verschiedenen Änderungen an der Geschichte seit ihrer Erstveröffentlichung verwandelte eine Schreckenserzählung in ein gemütliches Familien-Märchen mit nur noch angedeuteter Bedrohung.
Neben einigen anderen Klassikern der englischen Kinderliteratur verarbeitete Elizabeth Shaw auch diese Geschichte in einer eigenen Fassung, unter dem Titel Das Bärenhaus.

## Interpretationen
Die Harvard-Professorin Maria Tatar merkt in The Annotated Classic Fairy Tales (2002) an, dass Southeys Erzählung manchmal als warnende Fabel angesehen wird, der eine Lektion über die Gefahren des Weggehens und des Erforschens unbekannter Gebiete innewohnt.
Wie bei den Drei kleinen Schweinchen setze die Erzählung auf Wiederholungen, um die Aufmerksamkeit des Kindes zu gewinnen und den Gesichtspunkt von Schutz und Sicherheit zu verstärken.
Tatar zeigt auf, dass die Geschichte heute typischerweise als Entdeckung dessen, was „gerade richtig“ ist, aufgezogen wird, während es für frühere Generationen um einen Eindringling ohne Selbstkontrolle und Respekt vor fremdem Eigentum ging.

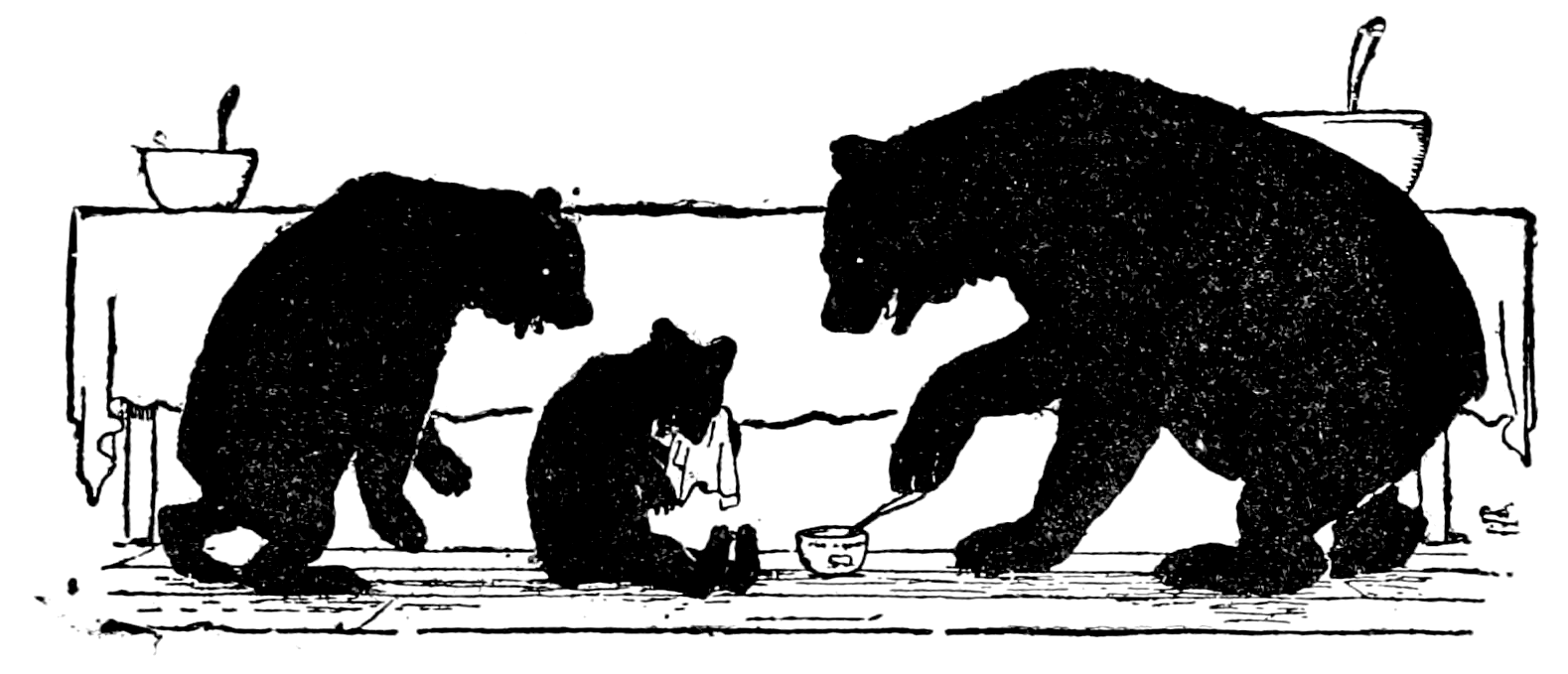
Illustration von John D. Batten, 1890

In The Uses of Enchantment (1976) beschreibt Kinderpsychologe Bruno Bettelheim Goldlöckchen als „arm, schön und bezaubernd“ und merkt an, dass die Geschichte an ihr lediglich das Haar positiv beschreibt.
Bettelheim diskutiert das Märchen hauptsächlich unter dem Gesichtspunkt von Goldlöckchens Kampf zur Überwindung ödipaler Probleme der Konfrontation mit der Identitätskrise während der Adoleszenz.
Nach Bettelheims Ansicht gelingt es der Erzählung nicht, Kinder zu echten Bemühungen zu ermutigen, die Probleme, die das Heranwachsen stellt, eines nach dem anderen zu lösen, und sie endet nicht, wie es ein Märchen sollte, nämlich mit dem Versprechen zukünftigen Glücks, das diejenigen erwartet, die ihre ödipale Situation als Kind gemeistert haben.
Er meint, die Erzählung halte das sie lesende Kind davon ab, emotionale Reife zu erlangen.
Tatar kritisiert Bettelheims Ansichten: Seine Auslegung sei vielleicht zu sehr darauf ausgerichtet, Märchen zu instrumentalisieren, sie zu Transportmitteln zu machen, die Nachrichten beinhalten und Verhaltensmodelle für das Kind fortsetzen. Während die Geschichte ödipale Probleme oder Geschwisterrivalität nicht in einer Weise lösen mag, wie Bettelheim es von Aschenputtel glaubt, bringt es die Bedeutung des Respekts vor Eigentum nahe und die Folgen des ‚Einfach-so-Ausprobierens‘ von Sachen, die einem nicht gehören.
Im Handbook of Psychobiography sieht Alan C. Elms Southeys Erzählung nicht als eine der post-ödipalen Ich-Entwicklung im Sinne Bettelheims an, sondern als eine der Freudschen prä-ödipalen Analität.
Elms bringt vor, Bettelheim habe möglicherweise den analen Aspekt der Geschichte übersehen, durch den die Geschichte für die kindliche Persönlichkeitsentwicklung hilfreich sein könne.
Er glaubt, die Geschichte richte sich hauptsächlich an Vorschulkinder, die sich mit dem Erüben von Sauberkeit, dem Aufrechterhalten von Ordnung in Umgebung und Verhalten sowie der Sorge um Störungen dieser Ordnung befassten.
Seine eigene Erfahrung und Beobachtung anderer bringen ihn zu der Erkenntnis, dass Kinder sich eher mit den reinlichen, ordentlichen Bären-Protagonisten identifizieren als mit der aufsässigen, verzogenen menschlichen Antagonistin.
Nach Elms Ansicht lässt sich die Analität in The Story of the Three Bears direkt bis zu Robert Southeys penibler, reinlichkeitsfanatischer Tante zurückverfolgen, die ihn aufzog und ihre Obsession in einer milderen Form an ihn weitergab.

## Dialektik der Erzählung
In der Geschichte spielt die Zahl drei eine große Rolle: Es gibt drei Stühle, drei Schüsseln, drei Betten und drei Bären.
In drei Sequenzen entdecken die Bären reihum, dass jemand von ihrem Brei gegessen, auf ihren Stühlen gesessen und schließlich in ihren Betten gelegen hat, an welchem Punkt als Höhepunkt Goldlöckchen entdeckt wird.
Diese entsprechen drei vorherigen Sequenzen, in denen Goldlöckchen die Breischüsseln, Stühle und Betten nacheinander ausprobiert und jeweils erst die Nummer drei „gerade richtig“ findet.
Der Journalist und Schriftsteller Christopher Booker charakterisiert dies als die „dialektische Drei“, wobei jeweils das erste auf eine Weise falsch ist, das zweite auf andere oder entgegengesetzte Weise und nur das Dritte, das Mittlere, ist gerade richtig.
Booker fährt fort, diese Idee, dass der Weg nach vorne darin liege, einen genauen Mittelweg zwischen Extremen zu finden, sei für das Geschichtenerzählen von außerordentlicher Wichtigkeit.
Das „Goldilocks principle“ beschreibt im englischen Sprachraum eine Situation, die – wie in der Geschichte beschrieben – das richtige Mittelmaß zwischen zwei Extremen darstellt.
Dieses Schlagwort taucht nicht nur in der Literatur auf, sondern auch in der Astronomie und den Wirtschaftswissenschaften.
Ein Goldilocks planet ist ein Planet, auf dem die Umweltbedingungen das richtige Mittelmaß haben, weil er seinem Zentralgestirn weder zu nah, noch zu fern steht, um Leben zu ermöglichen, der also eine bewohnbare Zone darstellt. Als Goldlöckchen-Szenario (Goldilocks economy) wird eine Volkswirtschaft mit moderatem Wachstum und geringer Inflation bezeichnet, die eine marktfreundliche Finanzpolitik erlaubt.

## Adaptionen
- Leo Tolstois Die drei Bären („Volkserzählungen“/„Alphabet“ 1875)

### Film und Fernsehen
- Walt Disney veröffentlichte 1922 eine Zeichentrickfilm-Adaption[7]
- ebenso Walt Disney und MGM 1939[8]
- Coronet Films veröffentlichte 1958 einen kurzen Realfilm mit echten Bären und einem Kind[9]
- Faerie Tale Theatre sendete 1984 eine Goldlöckchen-Episode mit Tatum O’Neal
- Die drei Bären, spanische Zeichentrickserie 1999–2001
- In der Serie Die Simpsons ist eine Szene in der Halloween-Episode D-D-Der G-G-Geister D-D-Dad zu sehen, die darin ausartet, dass Goldlöckchen von den drei Bären zerfleischt wird
- Der gestiefelte Kater: Der letzte Wunsch, Animationsfilm aus 2022: Goldlöckchen und die drei Bären sind die Antagonisten des Films

### Theater
Kurt Schwertsiks 35-minütige Oper Roald Dahl's Goldilocks hatte 1997 in der Glasgow Royal Concert Hall Premiere.
Ort der Handlung ist das Schwurgericht des Waldes, vor dem Baby Bär des Überfalls auf Fräulein Goldlöckchen angeklagt ist.
Die Rollen werden getauscht, als der Verteidiger das Trauma ausmalt, das die Bären durch diese „freche kleine Gaunerin“ Goldlöckchen erlitten.

### Comic
- Walt Disney veröffentlichte im November 1949 die Geschichte The Goldilocks Gambit (deutscher Titel: Ein Bärenspaß) von Carl Barks.[11]